# کوه الدن
کوه الدن (به انگلیسی: Mount Elden) یک کوه در ایالات متحده آمریکا است که در شهرستان کاکانینو، آریزونا واقع شده‌است. کوه الدن ۲٬۸۳۴٫۹۸ متر بالاتر از سطح دریا واقع شده‌است.